# Endoxyla rostrata
Endoxyla rostrata är en svampart som först beskrevs av Tode, och fick sitt nu gällande namn av Munk 1957. Endoxyla rostrata ingår i släktet Endoxyla och familjen Boliniaceae.   Inga underarter finns listade i Catalogue of Life.
I den svenska databasen Dyntaxa används istället namnet Ceratostomella rostrata för samma taxon.  Arten är reproducerande i Sverige.